# Actionkomedi
Actionkomedi är en filmgenre som kombinerar actionfilmernas snabba, våldsamma handling med one-liners, slapstick och viss självironi. The Script Lab beskriver genren som att den "förlitar sig på rollfigurernas humor, medan actionscenerna ofta är mindre intensiva och våldsamma än i traditionella actionfilmer".
Så går det till i krig, från 1926 med Buster Keaton i huvudrollen, kan vara den första actionkomedin. Andra tidiga former av actionkomedier var svärdfäktarfilmerna på 1930-talet där humor kombinerades med spänning. Ett exempel på dessa är Robin Hoods äventyr från 1938 med Errol Flynn i huvudrollen.
Exempel på actionkomedier är Rush Hour-filmerna och Dödligt Vapen-filmerna, och bland svenska filmer i genren kan Strul, Kopps, Kung Fury och Ett sista race nämnas. Kända skådespelare i genren är Will Smith, Arnold Schwarzenegger, Jackie Chan och Steve Buscemi.

## Filmer

### Actionkomedier på 1980-talet
| Film                                  | År   | Ref.  |
| ------------------------------------- | ---- | ----- |
| Blues Brothers                        | 1980 | [ 6 ] |
| Mitt i plåten! (Cannonball Run)       | 1981 | [ 6 ] |
| Den vilda jakten på stenen            | 1984 | [ 6 ] |
| Snuten i Hollywood                    | 1984 | [ 6 ] |
| The Golden Child                      | 1986 | [ 6 ] |
| 24-timmarsjakten                      | 1987 | [ 6 ] |
| Dödligt vapen                         | 1987 | [ 6 ] |
| Strul                                 | 1988 | [ 6 ] |
| Midnight Run                          | 1988 | [ 6 ] |
| Baron Münchhausens äventyr            | 1988 | [ 6 ] |
| Indiana Jones och det sista korståget | 1989 | [ 6 ] |

### Actionkomedier på 1990-talet
| Film                                | År   | Ref.  |
| ----------------------------------- | ---- | ----- |
| Lovligt byte                        | 1990 | [ 7 ] |
| Höken är lös                        | 1991 | [ 7 ] |
| Stopp! Annars skjuter morsan skarpt | 1992 | [ 7 ] |
| Dödligt vapen 3                     | 1992 | [ 7 ] |
| Den siste actionhjälten             | 1993 | [ 7 ] |
| True Lies                           | 1994 | [ 7 ] |
| The Mask                            | 1994 | [ 7 ] |
| Bad Boys                            | 1995 | [ 7 ] |
| Men in Black                        | 1997 | [ 7 ] |
| Rush Hour                           | 1998 | [ 7 ] |

### Actionkomedier på 2000-talet
| Film                                       | År   | Ref.  |
| ------------------------------------------ | ---- | ----- |
| Sex, lögner och videoband                  | 2000 | [ 8 ] |
| Charlies änglar                            | 2000 | [ 8 ] |
| Rush Hour 2                                | 2001 | [ 8 ] |
| Men in Black II                            | 2002 | [ 8 ] |
| National Security                          | 2003 | [ 8 ] |
| Kopps                                      | 2003 | [ 8 ] |
| Mr. & Mrs. Smith                           | 2004 | [ 8 ] |
| The Pacifier                               | 2005 | [ 8 ] |
| Speed Racer                                | 2008 | [ 8 ] |
| Indiana Jones och kristalldödskallens rike | 2008 | [ 8 ] |
| Tropic Thunder                             | 2008 | [ 8 ] |
| Land of the Lost                           | 2009 | [ 8 ] |

### Actionkomedier på 2010-talet
| Film                         | År   | Ref.  |
| ---------------------------- | ---- | ----- |
| The Spy Next Door            | 2010 | [ 9 ] |
| Cop Out                      | 2010 | [ 9 ] |
| This Means War               | 2012 | [ 9 ] |
| Men in Black III             | 2012 | [ 9 ] |
| 22 Jump Street               | 2014 | [ 9 ] |
| Teenage Mutant Ninja Turtles | 2014 | [ 9 ] |
| Kingsman: The Secret Service | 2014 | [ 9 ] |
| Kung Fury                    | 2015 | [ 9 ] |
| Deadpool                     | 2016 | [ 9 ] |
| Central Intelligence         | 2016 | [ 9 ] |
| Deadpool 2                   | 2018 | [ 9 ] |
| Ant-Man and the Wasp         | 2018 | [ 9 ] |
| The Gentlemen                | 2019 | [ 9 ] |

### Actionkomedier på 2020-talet
| Film                              | År   | Ref.   |
| --------------------------------- | ---- | ------ |
| Bad Boys for Life                 | 2020 | [ 10 ] |
| The Hunt                          | 2020 | [ 10 ] |
| Finding 'Ohana                    | 2021 | [ 10 ] |
| Supercool                         | 2021 | [ 10 ] |
| Free Guy                          | 2021 | [ 10 ] |
| Uncharted                         | 2022 | [ 10 ] |
| Everything Everywhere All at Once | 2022 | [ 10 ] |
| Bullet Train                      | 2022 | [ 10 ] |
| Cocaine Bear                      | 2023 | [ 10 ] |
| Ett sista race                    | 2023 | [ 11 ] |
| Guy Manley – A Real Movie         | 2024 | [ 12 ] |

## TV-serier
- The Dukes of Hazzard (1979-1985)[13]
- Knight Rider (1982-1986)[14]
- Remington Steele (1982-1987)[15]
- The A-team (1983-1987)[16]
- Chuck (2007-2012)[17]
- Future Man (2017-2020)[18]
- Our Flag Means Death (2022- )[19]